# 몬몬몬 몬스터
《몬몬몬 몬스터》(報告老師！怪怪怪怪物！, Mon Mon Mon Monsters)는 대만에서 제작된 구파도 감독의 2017년 공포, 스릴러 영화이다. 등육개 등이 주연으로 출연하였고 차이즈핑 등이 제작에 참여하였다. 2017년 4월 제41회 홍콩 국제영화제에서 클로징 필름으로 초연되었으며 2017년 7월 28일 극장 개봉하였다.

## 출연

### 주연
- 등육개
- 채범희
- 진패기
- 유혁아

### 조연
- 양여선

## 기타
- 음향: 오서요
- 음향: 패트릭 투
- 음향: 두독지
- 시각효과: 황 메이-칭
- 시각효과: 청-쉰 파오
- 의상: 오리로